# Kamehameha II
Kamehameha II (nascido Liholiho, Hilo, Havaí, c.1797 – Londres, Reino Unido, 14 de julho de 1824) foi o rei do Havaí de 1819 até à sua morte em 1824.  

## Primeiros anos
Nascido por volta de 1797 e filho de Kamehameha I, com sua esposa principal, a rainha Keōpuolani. Antes de seu nascimento estava previsto para ele nascer em O’ahu, porém devido a uma doença de sua mãe ele nasceu na Ilha Havaí, na cidade de Hilo. Pouco tempo depois de vir ao mundo, o recém nascido foi enviado primeiramente à sua avó materna, Kekuʻiapoiwa Liliha e posteriormente a Kaahumanu e que lhe deu o nome de Liholiho e foi sua mãe adotiva. Tal nome significava "Gavião Real".  Ela também era a principal esposa de Kamehameha I.
Durante sua infância ele teve muitos amigos de sua idade, como Charles Kanaina e Jean Baptiste Rives, um francês que ensinou ao jovem príncipe e outros irmãos seus o inglês e o francês. 

## Reinado
O jovem Liholiho assumiu o trono em maio de 1819 após a morte de Kamehameha I e assumiu o nome de Kamehameha II. Entretanto devido à sua juventude, seu poder foi diminuído a um poder simbólico, fazendo com que o poder administrativo estivesse nas mãos de Kaahumanu, que foi a rainha regente (Kuhina Nui) durante todo o reinado do rei. Ele foi saudado pela população de Kailua-Kona (Na época capital do Havaí) com um manto vermelho semelhante ao que seu pai utilizava em cerimônias. Sua madrasta Kaahumanu ter-lhe-ia dito naquele momento “Agora nós governaremos a terra”.
Um de seus primeiros decretos foi a destruição de templos e imagens dos deuses da mitologia havaiana e a abolição total do Kapu, o antigo código de conduta havaiano. Logo seu primo Kekuaokalani se opôs a tal ordem e exigiu a reconstrução dos templos e a devolução do poder sacerdotal, coisa que não foi atendida pelo rei e causou uma guerra civil entre o governo e os rebeldes tradicionalistas. A guerra foi vencida pelo rei na Batalha de Kuamo’o, onde os rebeldes foram derrotados. Poucos meses depois os primeiros missionários cristãos vieram ás ilhas. 
Apesar de facilitar a entrada do cristianismo no país, o rei nunca se converteu já que era adepto da poligamia e do alcoolismo. Suas quatro esposas eram parentes suas, sendo a principal delas a sua meia-irmã Kamāmalu.
Ele era um consumidor compulsivo, tendo gastado muito dinheiro em objetos e bebidas do Ocidente, além de ter comprado em 1820 um iate real valorado em 80 mil libras para a época. Ele usava o iate para festas com os missionários e outros nobres, sem nunca dar muita atenção para os cuidados com o navio. Ele fez uma reforma no transporte marítimo em 1823 e o relançou como Ha'aheo o Hawai'i ("Orgulho do Havaí"). O navio seria destruído menos de um ano depois.
Em 1822 ele visitou o chefe-supremo de Kauai, Kaumuali, abordo de seu navio e festejou com ele por mais de um mês e no final o convidando para conhecer Honolulu. Ao chegar à cidade o rei ordenou que Kaumuali se cassasse com Kaahumanu e o manteve sob prisão domiciliar até sua morte em 1824. 

## Viagem ao Reino Unido

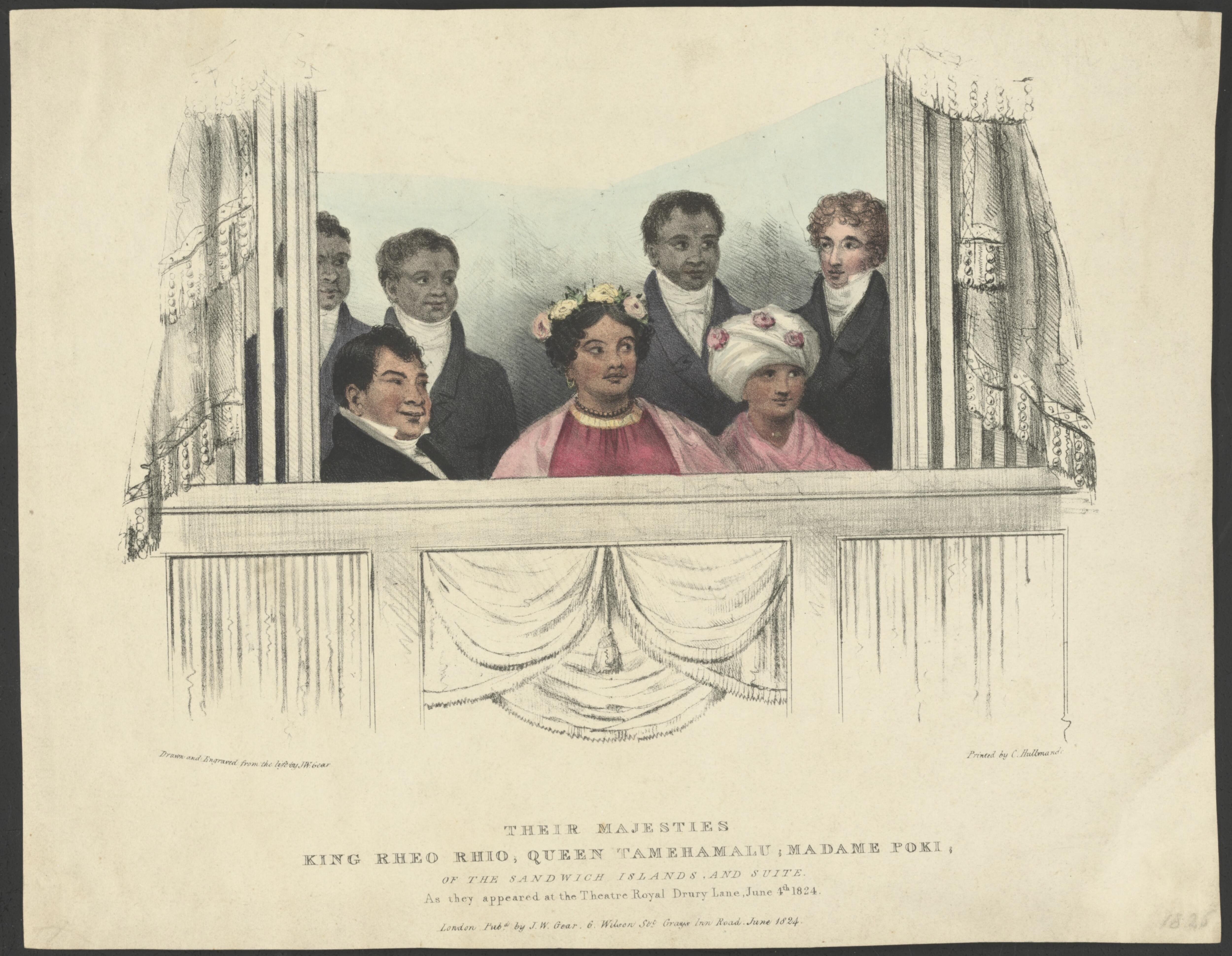
Os reis havaianos em um camarote no Royal Opera House (1824).

O rei tinha uma coleção de navios, sendo um deles o navio "Príncipe Regente", um presente do rei Jorge IV do Reino Unido. Lisonjeado com o presente o jovem rei planejou então fazer uma viagem ao Reino Unido e conversar pessoalmente com o monarca britânico, fazendo assim as relações diplomáticas dos dois países ficar mais forte. Apesar da oposição da maioria de seus conselheiros para tal viagem, ele decidiu ir após a morte de sua mãe em 1823. 
Ele novembro de 1823 o casal real embarcou no baleeiro britânico L’Aigle (Francês “A Águia”) sob o comando de Valentine Starbuck para transportar-los até Londres. Junto com o rei estava a rainha Kamāmalu e uma grande comitiva real formada por nobres da alta nobreza do Reino.
Em fevereiro de 1824 o navio fez uma parada no Rio de Janeiro, capital do recém-independente Império do Brasil. O rei e toda a sua comitiva foram recebidos pelo imperador D. Pedro I que os tratou como visitantes de estado. O imperador deu a Kamehameha uma espada cerimonial com diamantes e uma bainha de ouro. Em troca o rei haviano deu-lhe um manto tradicional feito de penas de aves tropicais do Havaí (Que foi destruído no incêndio do Museu Nacional em 2018). A rainha Kamamalu recebeu um anel de diamantes e em troca deu ao imperador um colar de penas amarelas. 
Seguindo viagem à Grã-Bretanha, o navio chegou em 17 de maio de 1824 em Portsmouth, seguindo viagem terrestre ao Caledonian Hotel em Londres. O secretário de relações exteriores do Reino Unido, George Canning nomeou Frederick Gerald Byng para supervisionar a visita. A vinda do monarca havaiano foi bastante comentada pelo povo e pela imprensa britânica em Londres.
Em 28 de maio o rei foi recebido em uma cerimônia com mais de 200 convidados, incluindo vários duques e lordes. Ele visitou a frente da Abadia de Westminster, porém se recusou a entrar pois segundo ele, sua presença profanaria o local já que eram reis com outro tipo de sangue e era do costume havaiano andar apenas entre os templos de sua religião. Posteriormente eles assistiram um espetáculo teatral na Royal Opera House e suas figuras foram muito admiradas pelo povo britânico, que nunca havia visto um havaiano em terras inglesas. A rainha Kamamalu em especial foi bastante admirada pela sua altura de mais de 1,80. 
O rei Jorge IV marcou a reunião com a realeza havaiana em 21 de junho, porém teve de ser adiada devido à doença de Kamamalu e de alguns membros da comitiva havaiana que haviam contraído sarampo, a qual não tinham imunidade e tal fato ocorreu provavelmente em uma visita ao museu militar em 5 de junho. A rainha viria a falecer em 8 de julho. Kamehameha II com uma grande depressão pela morte da esposa e somado à doença acabou também morrendo seis dias depois, em 15 de julho. O chefe Boki assumiu a liderança da visita e teve uma audiência com o monarca britânico em 17 de julho. No mesmo dia os corpos dos reis foram colocados em uma igreja local na espera de serem levados de volta ao Havaí dias depois.

Em 1825 o rei e a rainha foram velados e enterrados no terreno onde futuramente seria construído o Palácio Iolani. Posteriormente foram transportados ao Mausoléu Real do Havaí. O rei foi sucedido por seu irmão mais novo Kauikeaoli, que utilizou o nome de Kamehameha III.  